# Едоксабан
Едоксабан (англ. Edoxaban, лат. Edoxabanum) — лікарський препарат, що належить до класу прямих антикоагулянтів, та застосовується перорально. Едоксабан уперше синтезований в лабораторії японської компанії «Daiichi Sankyo», та застосовується в клінічній практиці в Японії з 2011 року.

## Фармакологічні властивості
Едоксабан — синтетичний препарат, що є представником класу прямих антикоагулянтів. Механізм дії препарату полягає в інгібуванні як прямого, так і зв'язаного фактора зсідання крові Xa шляхом блокування антитромбіну та селективної дії на активні центри фактора зсідання крові Ха, що надалі призводить до гальмування перетворення протромбіну в тромбін, внаслідок чого проходить блокування як внутрішнього, так і зовнішнього каскаду зсідання крові. Едоксабан має також дозозалежний вплив на протромбіновий час та активований частковий тромбопластиновий час, і при його застосуванні немає потреби контролювати показники зсідання крові (як при застосуванні пероральних антикоагулянтів перших поколінь, зокрема варфарину). У клінічних дослідженнях показано як вищу ефективність едоксабану в профілактиці серцево-судинних подій, так і меншу імовірність кровотеч при його застосуванні у порівнянні як з варфарином, так і ривароксабаном, апіксабаном і дабігатраном.

### Фармакокінетика
Едоксабан швидко та добре всмоктується після перорального застосування, біодоступність препарату становить 62 %. Максимальна концентрація едоксабану в крові досягається протягом 1—2 годин. Препарат у помірній кількості (на 55 %) зв'язується з білками плазми крові. Метаболізується едоксабан у печінці з утворенням активних метаболітів. Виводиться препарат із організму практично в рівній кількості з сечею та калом. Період напіввиведення едоксабану становить 10—14 годин, цей час може збільшуватися у осіб із печінковою та нирковою недостатністю.

## Показання до застосування
В Україні офіційними показаннями до застосування едоксабану є профілактика інсульту та емболії у дорослих з неклапанною фібриляцією передсердь та одним чи кількома факторами ризику серцево-судинних подій, лікування тромбозу глибоких вен та тромбоемболії легеневої артерії, а також профілактика рецидивів тромбозу глибоких вен та тромбоемболії легеневої артерії в дорослих.

## Побічна дія
При застосуванні едоксабану, як і інших антикоагулянтів, найчастішим побічним ефектом є виникнення кровотеч, проте найчастіше при застосуванні препарату спостерігаються легкі та помірні кровотечі. Іншими побічними ефектами при застосуванні препарату є:
- Алергічні реакції — алергічний набряк, анафілактичні реакції, шкірний висип, свербіж шкіри, кропив'янка.
- З боку травної системи — нудота, біль у животі.
- З боку нервової системи — головний біль, запаморочення, субарахноїдальний крововилив.
- З боку сечостатевої системи — гематурія.
- Зміни в лабораторних аналізах — анемія, тромбоцитемія, збільшення рівня білірубіну, підвищення активності амінотрансфераз, підвищення активності лактатдегідрогенази, гаммаглутамілтранспептидази та лужної фосфатази.

## Протипокази
Едоксабан протипоказаний при підвищеній чутливості до препарату, клінічно значущій гострій кровотечі, захворюваннях печінки, що супроводжуються порушенням згортання крові, при хворобах та станах, що супроводжуються підвищеним ризиком кровотечі, при вагітності та годуванні грудьми.

## Форми випуску
Едоксабан випускається у вигляді таблеток по 0,015; 0,03 та 0,06 г.